# Stefan Brunner

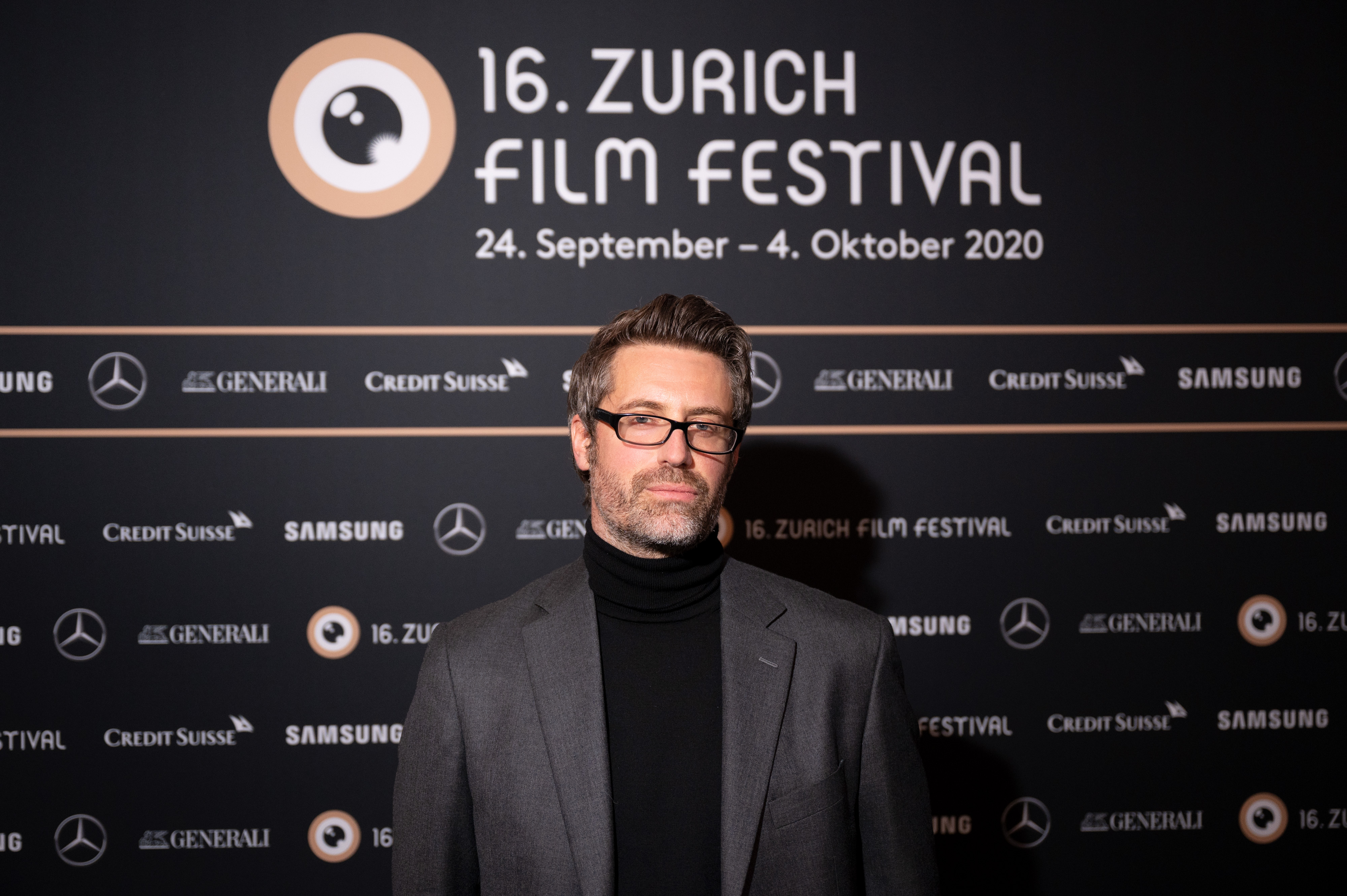
Stefan Brunner 2020

Stefan Brunner (* 1976 in Bern) ist ein Schweizer Drehbuchautor und Regisseur.

## Leben
Stefan Brunner studierte an der Universität für Musik und darstellende Kunst Wien (Filmakademie). Sein Abschlussfilm Blackstory war für den Max Ophüls Preis nominiert und gewann mehrere internationale Preise, unter anderem den Golden Tadpole bei Plus Camerimage und den Prix Du Jury beim Brussels Short Film Festival.
Die von ihm entwickelte Serie Freud wurde von Creative Europe MEDIA gefördert und für die CoPro Series an der Berlinale und das Séries Mania Forum in Paris ausgewählt. Daraufhin wurde Freud von ORF und Netflix koproduziert und feierte an der Berlinale Series 2020 Premiere.
Für das Schweizer Fernsehen hat er gemeinsam mit Lorenz Langenegger das neue Zürcher Tatort-Team Grandjean/Ott kreiert. Die erste Folge Züri brännt feierte am Zürich Film Festival Premiere.
Stefan Brunner ist mit der bildenden Künstlerin Zoé Byland verheiratet. Sie leben mit ihren zwei Kindern in Bern.

## Filmographie (Auswahl)
- 2012: Blackstory (Regie und Drehbuch)
- 2016: SOKO Donau/Wien: Wir sind viele
- 2016: Tatort: Kleine Prinzen
- 2017: Die Toten von Salzburg: Königsmord
- 2017: Tatort: Kriegssplitter
- 2018: Die Toten von Salzburg: Wolf im Schafspelz
- 2018: Tatort: Die Musik stirbt zuletzt
- 2019: Freud
- 2020: Tatort: Züri brännt
- 2021: Tatort: Schoggiläbe
- 2022: Der Gejagte – Im Netz der Camorra (Fernsehfilm)
- 2024: Tatort: Von Affen und Menschen

## Auszeichnungen
- 2020: TV Series Festival Berlin Nominierung "Best Series" (Freud)
- 2020: Romyverleihung 2020 Nominierung in der Kategorie "Beste TV-Serie" (Freud)
- 2020: Romyverleihung 2020 Auszeichnung in der Kategorie "Beste Produktion TV-Fiction (Freud)
- 2019: 45. Prix Walo "TV-Produktion" (Tatort: Die Musik stirbt zuletzt)
- 2018: Nominierung Fernsehfilm-Festival Baden-Baden (Tatort: Die Musik stirbt zuletzt)
- 2016: Gewinner an der CoPro Series Projects 2017 an der Berlinale (Freud)
- 2013: Golden Tadpole bei Plus Camerimage (Blackstory)
- 2013: Le Prix Du Jury beim Brussels Short Film Festival (Blackstory)
- 2013: Max Ophüls Preis Nominierung für den besten mittellangen Film (Blackstory)